# Міракі
Міракі (узб. Miroqi, Мироқи) — міське селище в Узбекистані, у Шахрисабзькому районі Кашкадар'їнської області.
Населення 7,9 тис. мешканців (2004).
Статус міського селища (смт) з 1986 року.